# Luigi Capotorti
Luigi Capotorti (Molfetta, 17 marzo 1767 – San Severo, 17 novembre 1842) è stato un compositore e violinista italiano.

## Biografia
Studiò con Giacomo Insanguine, Giuseppe Millico e Niccolò Piccinni.

## Opere
Ha composto prevalentemente musica per teatro soprattutto a Napoli: 
- 1796 - Gli sposi in rissa al Teatro nuovo di Napoli[2]
- 1799 - Enea in Cartagine al Teatro San Carlo di Napoli con Luísa Todi
- 1800 - Gli Orazi e i Curiazi al Teatro San Carlo di Napoli[3]
- 1802 - L'impegno superato al teatro dei Fiorentini di Napoli[4]
- 1802 - Le nozze per impegno al Teatro dei Fiorentini di Napoli[5]
- 1803 - Obeide e Atamare, libretto di Andrea Leone Tottola al Teatro San Carlo di Napoli con Giovanni Battista Velluti e Gaetano Crivelli
- 1805 - Ciro, libretto di Giulio Imbimbo al Teatro San Carlo di Napoli
- 1805 - Bref il sordo al teatro dei Fiorentini di Napoli[6]
- 1813 - Marco Curzio, libretto di Giovanni Schmidt al Teatro San Carlo di Napoli con Andrea Nozzari, Joaquina Sitchez e Michele Benedetti (basso)
- 1815 - Ernesto e Carina al Teatro dei Fiorentini di Napoli, con Giuseppina Ronzi de Begnis e Joaquina Sitchez[7]
- 1816 - "Arietta per flauto" al teatro dei Fiorentini di Napoli